# Turanana panope
Turanana panope är en fjärilsart som beskrevs av Eduard Friedrich Eversmann 1851. Turanana panope ingår i släktet Turanana och familjen juvelvingar. Inga underarter finns listade i Catalogue of Life.